# Янгель (посёлок)
Я́нгель — рабочий посёлок в Нижнеилимском районе Иркутской области России. Административный центр Янгелевского муниципального образования.

## Этимология

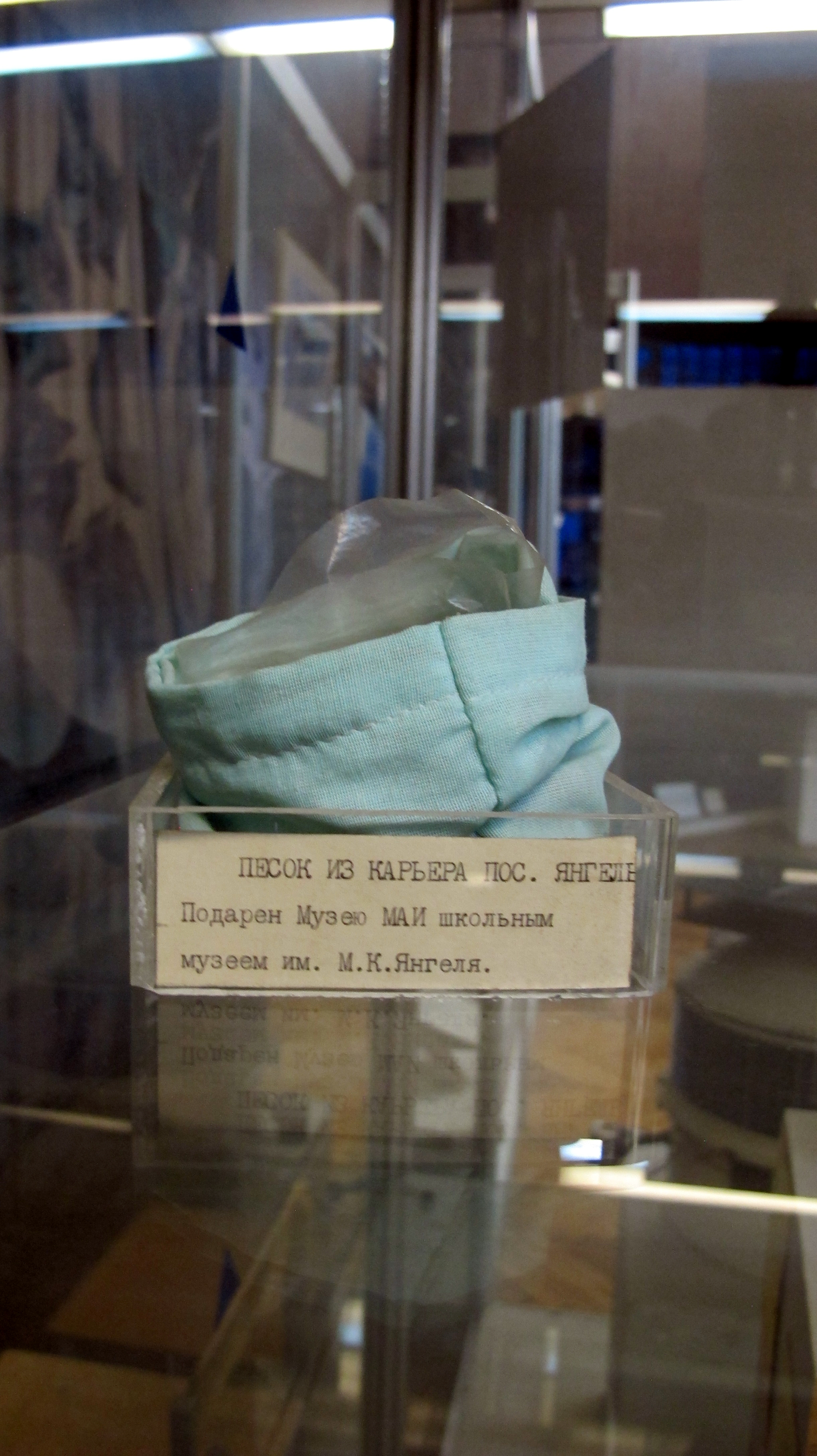

Посёлок назван в честь академика и дважды Героя Социалистического Труда Михаила Кузьмича Янгеля (1911—1971), родившегося неподалёку.

## География
Посёлок находится на берегу Усть-Илимского водохранилища, близ впадения в него реки Макаров, на расстоянии 62 км к северо-западу от города Железногорск-Илимский, административного центра района, и 534 км к северу от города Иркутск, административного центра области.

## История
Возник в 1988 году в связи с вводом в эксплуатацию Игирменского ГОКа. В 1989 году указом ПВС РСФСР вновь возникшему населенному пункту присвоено наименование Янгель. 

## Население
| 2002  | 2009  | 2010  | 2011  | 2012  | 2013  | 2014  |
| ----- | ----- | ----- | ----- | ----- | ----- | ----- |
| 1000  | ↘968  | ↗1042 | ↗1047 | ↘1029 | ↘1027 | ↘1022 |
| 2015  | 2016  | 2017  | 2021  |       |       |       |
| ↗1037 | ↘1006 | ↘984  | ↘878  |       |       |       |

## Улицы
| - ул. Архитектора, - ул. Брусничная, - мкр. Звёздный, - мкр. Космонавтов, | - ул. Лесная, - ул. Молодёжная, - ул. Первых Строителей, - ул. Песчаная, | - ул. Солнечная, - ул. Таёжная, - ул. Транспортная, - ул. Центральная. |